# چرنگتسا (شهرستان یلنگا گورا)
چرنگتسا (به لهستانی:  Czernica) یک روستا در لهستان است که در گمینا یژوف سودتسکی واقع شده‌است.